# Blai Maria Colomer
Blas Maria Colomer i Pérez (Bocairente, Valencia; 1833, otras fuentes: 4 de febrero de 1840 - París; 27 de junio de 1917), fue un compositor, pianista y profesor de música español nacionalizado en Francia.

## Biografía
Estudió en Valencia y, a partir del año 1851, en París con Antoine François Marmontel. Ganó el primer premio de piano (1861) y el de armonía (1863) del Conservatorio de París. En 1869 se convirtió en profesor, y tuvo alumnos como Georges Sporck (1870-1943). Fue profesor de piano y armonía en las Escuelas de la Légion d'Honneur. Se nacionalizó francés.
Como compositor, quedó finalista en el concurso de ópera organizado por el gobierno de Napoleón III. También compuso una ópera, La copa del rey de Thule, algunas operetas, dos conciertos para piano y orquesta y otras obras. Para uso de sus alumnos hizo gran cantidad de obras de piano para estudiantes.

## Obras
Muchas de sus obras las firmó como B.M. Colomer
- Airs de Ballet
- Alborada: aubada espagnole, para orquesta
- Aubade: souvenir d'Espagne no. 1 París: Enoch Frères et Costallat, 1887
- Chants Assyriens: pour hautbois, violon, ou flûte avec acct. de piano París: Wast, 1897
- Bourrée, para conjunto de viento
- La copa del rei de Thule, ópera
- Danza: souvenir d'Espagne no. 2 París: Enoch Frères et Costallat, 1887
- Deux Idylles. No. 1. Chant du Gondolier. No. 2. Berger et Bergère, para orquesta. Londres, 1880
- Études de solfège en clé de sol: intonations et rythmes, per a veu. París: Heugel, 1899
- Fantaisie pour hautbois et piano
- Fantaisie - Legende, para trompa cromático y piano. Obra seleccionada en el Conservatorio de París para el concurso del 1899 de solistas de trompa di mano
- Marcha (grabada en disco en 2006 )
- Marruecos, marcha triunfal, op. 1 París: E.Saint-Hilaire, ca 1860
- Menuet, minuet para conjunto de viento
- Les noces de Fingal (1889), letra de Judith Gauthier. Premio Rossini de 1889
- Pas de la Clochette. Air de Ballet París: Enoch Frères et Costallat, 1887
- Polonesa
- 1.er. concerto symphonique, op. 22, para piano y orquesta, París: Durand Schoenewerk & Cie., 1879
- Les sept paroles du Christ: oratorio pour soli, choeurs, orchestre et orgue París: Hérelle, 193?
- Simfonia en Fa
- Sonate dramatique pour piano et violoncelle (1883)
- Theodoric, obertura sinfónica

### Para piano
- Ballabile pour piano Paria, 1884
- Do, Ré, Mi, Fa, Sol, duet de piano
- Don Pasquale: souvenirs París: Léon Grus, ca 1866
- En fredonnant París: Senart, 1913
- Esquisses mélodiques 1: Pleurs, ballade, París: Heuget et cie, ca 1867
  - Esquisses mélodiques 2: Sourires, scherzo, París: Heuget et cie, ca 1867
- Galop des postillons, París: Heuget et cie, ca 1866
- La gitanella: caprice caractéristique París, 1884
- Idylles et caprices: fantaisies, para piano a cuatro manos París: Léon Grus, ca 1871 (Londres, 1876, 1880)
- Jupiter-polka, París: Heuget et cie, ca 1866
- Une larme, París: Léon Grus, ca 1869
- Les Lignes supplémentaires
- Menuet Renaissance París, 1883
- Napolitaine. Tarentelle París, 1883
- Orientale París: Senart, 1913
- Papilons D'Or. Caprice Ballet
- La peregrina: grande valse de salon París: E. et A. Girod, ca 1869
- Le Petit Ensemble pour les Commençants, duet de piano
- Petite valse pour piano a quatre mains. Op. 34 Paria, 1884
- Primera mazurka de salón, Madrid: Casimiro Martín, 1861
- Le Réveil des Lutins. Caprice. Op. 44 París, 1884
- Rythmes contrariés, 2-3, 3-4, 4-5 París: Leduc, 1913
- Sérénade Galante París, 1883
- Sérénade pour le piano París: E. et A. Girod, ca 1865
- Souviens-toi París: Léon Grus, ca 1869
- Tempo di Minuetto, morceau de genre París, 1876
- Six sonatines Lyon: Janin frères, sa
- Valses concertantes. Op. 24, para piano a cuatro manos París, 1881 (Londres, 1895)
- Vénise: esquisse mélodique París: E. et A. Girod, ca 1867
- Vignettes musicales, duet de piano